# Gran Premi d'Àustria del 1978
Resultats del Gran Premi d'Àustria de Fórmula 1 de la temporada 1978, disputat al circuit de Österreichring el 13 d'agost del 1978.

## Resultats
| Pos | No | Pilot                 | Equip                | Voltes | Temps/ Retirada                        | Pos. de sortida | Punts |
| --- | -- | --------------------- | -------------------- | ------ | -------------------------------------- | --------------- | ----- |
| 1   | 6  | Ronnie Peterson       | Lotus - Ford         | 54     | 1h 41' 21. 57                          | 1               | 9     |
| 2   | 4  | Patrick Depailler     | Tyrrell - Ford       | 54     | + 47.44 s                              | 14              | 6     |
| 3   | 12 | Gilles Villeneuve     | Ferrari              | 54     | + 1' 39. 76 min.                       | 11              | 4     |
| 4   | 14 | Emerson Fittipaldi    | Fittipaldi - Ford    | 53     | + 1 Volta                              | 6               | 3     |
| 5   | 26 | Jacques Laffite       | Ligier - Matra       | 53     | + 1 Volta                              | 5               | 2     |
| 6   | 19 | Vittorio Brambilla    | Surtees - Ford       | 53     | + 1 Volta                              | 21              | 1     |
| 7   | 2  | John Watson           | Brabham - Alfa Romeo | 53     | + 1 Volta                              | 10              |       |
| 8   | 30 | Brett Lunger          | McLaren - Ford       | 52     | + 2 Voltes                             | 17              |       |
| 9   | 31 | René Arnoux           | Martini - Ford       | 52     | + 2 Voltes                             | 26              |       |
| NC  | 17 | Clay Regazzoni        | Shadow - Ford        | 50     | + 7 Voltes                             | 22              |       |
| NC  | 32 | Keke Rosberg          | Wolf - Ford          | 49     | + 7 Voltes                             | 25              |       |
| DSQ | 22 | Derek Daly            | Ensign - Ford        | 41     | Irregularitats a la sortida (Desqual.) | 19              |       |
| Ret | 8  | Patrick Tambay        | McLaren - Ford       | 40     | Accident                               | 14              |       |
| Ret | 16 | Hans Joachim Stuck    | Shadow - Ford        | 33     | Accident                               | 23              |       |
| Ret | 15 | Jean Pierre Jabouille | Renault              | 31     | Caixa canvi                            | 3               |       |
| DSQ | 11 | Carlos Reutemann      | Ferrari              | 28     | Irregularitats a la sortida (Desqual.) | 12              |       |
| Ret | 1  | Niki Lauda            | Brabham - Alfa Romeo | 27     | Accident                               | 4               |       |
| Ret | 3  | Didier Pironi         | Tyrrell - Ford       | 20     | Accident                               | 9               |       |
| Ret | 7  | James Hunt            | McLaren - Ford       | 7      | Accident                               | 8               |       |
| Ret | 27 | Alan Jones            | Williams - Ford      | 7      | Accident                               | 15              |       |
| Ret | 35 | Riccardo Patrese      | Arrows - Ford        | 7      | Accident                               | 16              |       |
| Ret | 23 | Harald Ertl           | Ensign - Ford        | 7      | Accident                               | 24              |       |
| Ret | 25 | Hector Rebaque        | Lotus - Ford         | 4      | Accident                               | 18              |       |
| Ret | 29 | Nelson Piquet         | McLaren - Ford       | 4      | Accident                               | 20              |       |
| Ret | 20 | Jody Scheckter        | Wolf - Ford          | 3      | Accident                               | 7               |       |
| Ret | 5  | Mario Andretti        | Lotus - Ford         | 0      | Accident                               | 2               |       |
| NVQ | 37 | Arturo Merzario       | Merzario - Ford      |        |                                        |                 |       |
| NVQ | 9  | Jochen Mass           | ATS - Ford           |        |                                        |                 |       |
| NVQ | 18 | Rupert Keegan         | Surtees - Ford       |        |                                        |                 |       |
| NVQ | 10 | Hans Binder           | ATS - Ford           |        |                                        |                 |       |
| NVQ | 36 | Rolf Stommelen        | Arrows - Ford        |        |                                        |                 |       |

## Altres
- Pole: Ronnie Peterson 1' 37. 71

- Volta ràpida: Ronnie Peterson 1' 43. 12